# Canet, Aude
Canet är en kommun i departementet Aude i regionen Occitanien  i södra Frankrike. Kommunen ligger  i kantonen Narbonne-Ouest som ligger i arrondissementet Narbonne. År 2022 hade Canet 1 853 invånare.

## Befolkningsutveckling
Antalet invånare i kommunen Canet
Referens: INSEE